# Annepont
Annepont ist eine französische Gemeinde mit 395 Einwohnern (Stand: 1. Januar 2022) im Département Charente-Maritime in der Region Nouvelle-Aquitaine (vor 2016: Poitou-Charentes); sie gehört zum Arrondissement Saint-Jean-d’Angély und zum Kanton Saint-Jean-d’Angély. Die Einwohner werden Annepontois und Annepontoises genannt.

## Geographie
Annepont liegt etwa 50 Kilometer südöstlich von La Rochelle. Umgeben wird Annepont von den Nachbargemeinden Taillebourg im Süden, Westen und Norden, La Frédière im Nordosten sowie Juicq im Osten.

## Bevölkerungsentwicklung
| Jahr                       | 1962 | 1968 | 1975 | 1982 | 1990 | 1999 | 2006 | 2019 |
| Einwohner                  | 216  | 184  | 177  | 220  | 208  | 267  | 276  | 394  |
| Quellen: Cassini und INSEE |      |      |      |      |      |      |      |      |

## Sehenswürdigkeiten
- Kirche Saint-André aus dem 12. Jahrhundert, seit 1907 als Monument historique klassifiziert
- Haus Maine-Moreau aus der ersten Hälfte des 17. Jahrhunderts, seit 1949 als Monument historique eingeschrieben

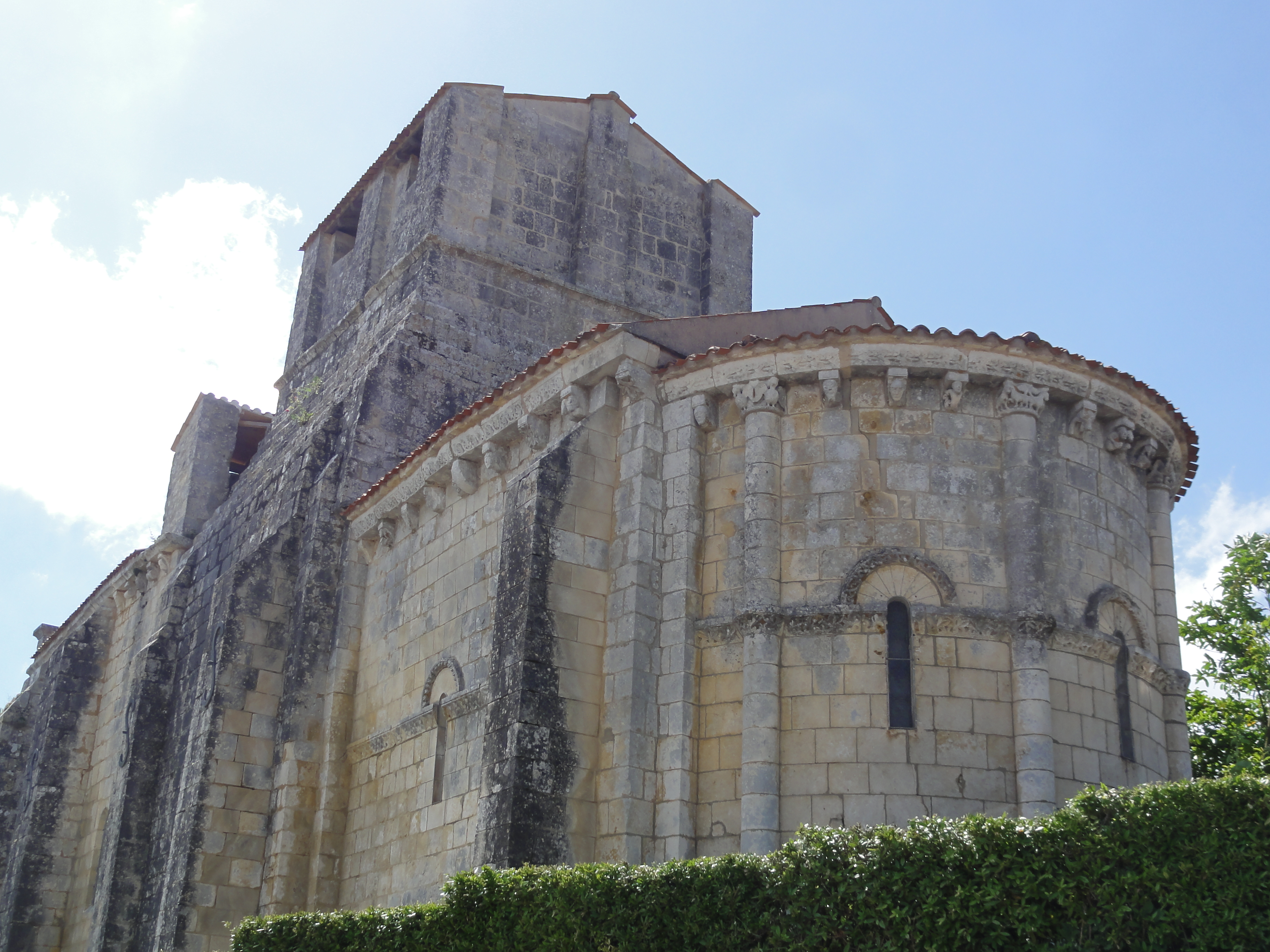
Kirche Saint-André
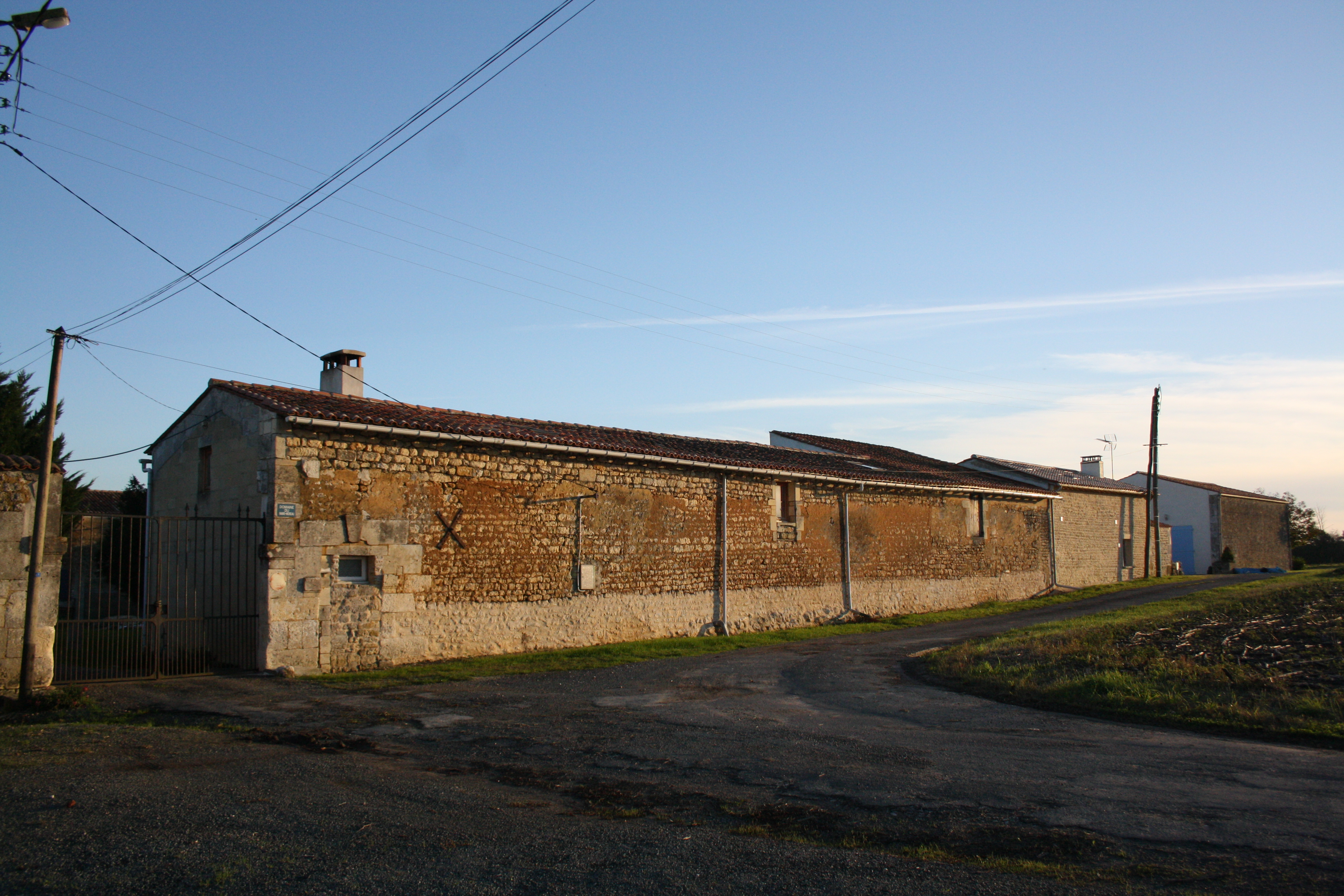
Haus Maine-Moreau